# رحلان البروتينات

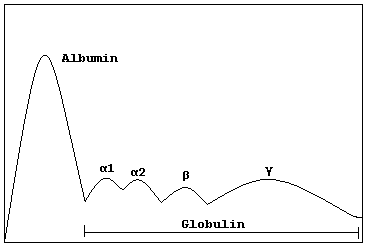
تمثيل تخطيطي لرحلان البروتينات

الرحلان الكهربائي للبروتين أو رحلان البروتين (بالإنجليزية: Protein electrophoresis) هيَ طَريقة لتحليل البروتينات في السوائل أو الخلاصات. يُمكن استخدام الرَحلان الكهربائي مع وجود كمية صَغيرة الحجم من العينة ويتم ذلك بعدة أساليب بوجود أو عدم وجود وَسط داعم: فصل كهربائي هلامي، بأر متساوي التكهرب، رحلان متسق السرعة، رحلان مناعي، رحلان كهربي معاكس، رحلان كهربائي شعري. كل طَريقة من هذه الطُرق لديها عدد من المَزايا والقيود الفَريدة.

## التطبيقات الطبية
في الطب، يُعدّ الرحلان الكهربائي للبروتينات طريقةً لتحليل البروتينات، خاصةً في مصل الدم. قبل انتشار استخدام الرحلان الكهربائي الهلامي، كان يُجرى الرحلان الكهربائي للبروتينات كرحلان كهربائي حر التدفق (على الورق) أو كرحلان كهربائي مناعي.
يُصنّف عادةً نوعان من بروتينات الدم: ألبومين المصل والغلوبيولين. وهما متساويان في النسبة عمومًا، لكن الألبومين كجزيء أصغر بكثير وشحنته السالبة خفيفة، مما يؤدي إلى تراكم الألبومين على الهلام الكهربائي. يُمثّل شريط صغير قبل الألبومين ترانسثيريتين (ويُسمى أيضًا ما قبل الألبومين). يمكن لبعض الأدوية أو المواد الكيميائية في الجسم أن تُسبب شريطًا خاصًا بها، ولكنه عادةً ما يكون صغيرًا. تُرى الأشرطة غير الطبيعية (النتوءات) في اعتلال غاما أحادي النسيلة ذي الأهمية غير المحددة والورم النقوي المتعدد، وهي مفيدة في تشخيص هذه الحالات.